# Otakar Chodounský
Otakar Chodounský (17. února 1897 Anina, dnešní Rumunsko – 5. srpna 1970 Praha-Střešovice) byl český architekt, malíř, designér a grafik. Byl synovcem významného českého lékaře a zakladatele české farmakologie, profesora Karla Chodounského. 
Vystudoval vyšší odbornou školu stavitelskou na Státní průmyslové škole stavební v Plzni, v letech 1927–1930 byl žákem prof. Josefa Gočára na pražské AVU.
Na Smíchově navrhl v letech 1933–1935 dvě velké funkcionalistické vily v ulici U Malvazinky. Vilu 2162/13 z let 1933–1934 a patrovou vilu 2189/9 pro profesora Dr. J. M. z let 1934–1935 se dvěma terasami v prvním patře. Ve Střešovicích (Střešovická čp. 746) navrhl vilu pro svého tchána Františka Zelinku.
Jako malíř se věnoval krajinomalbě a figurální malbě, navrhoval také hračky, plastiky a mozaiky.

## Galerie

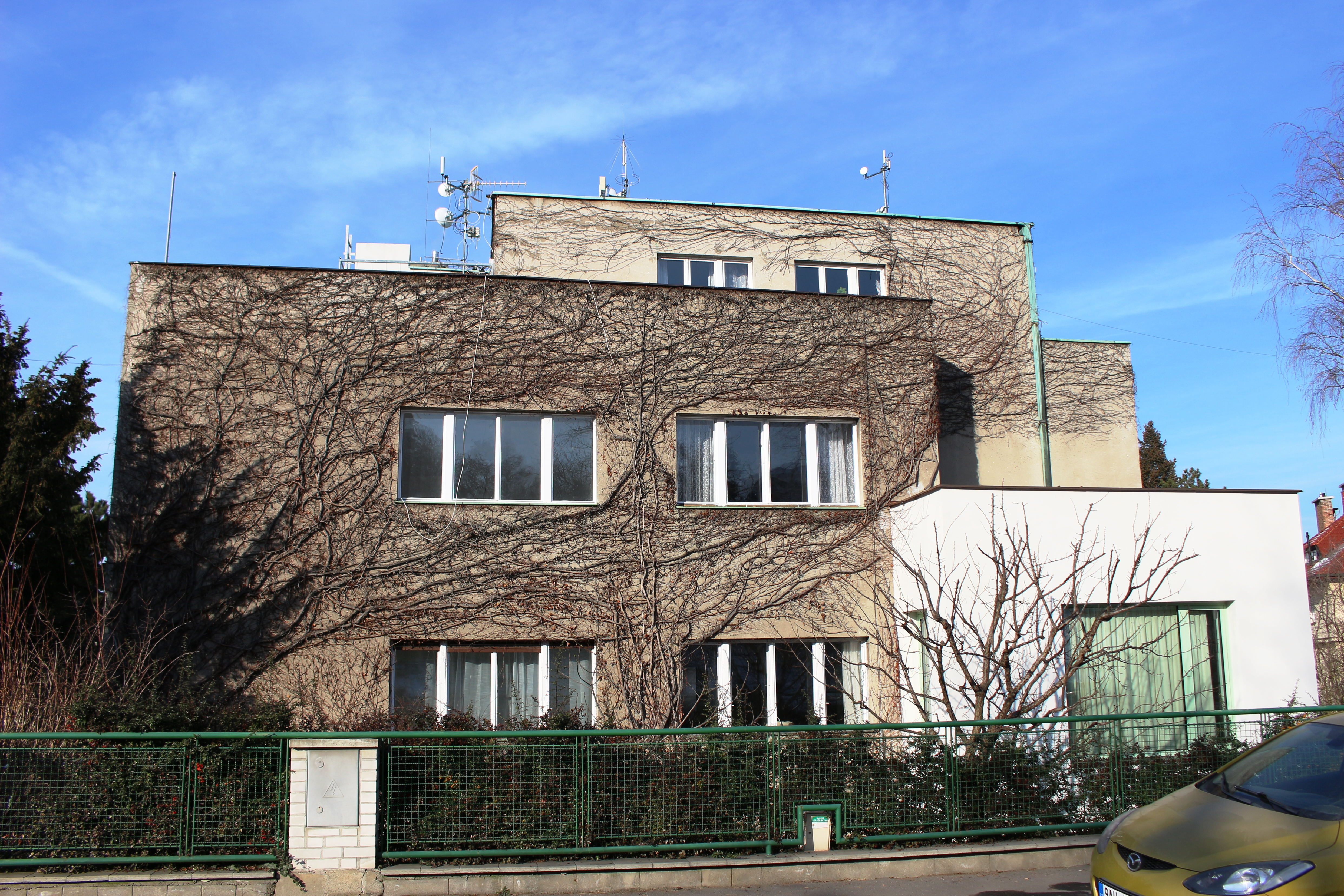
Střešovická 746/44
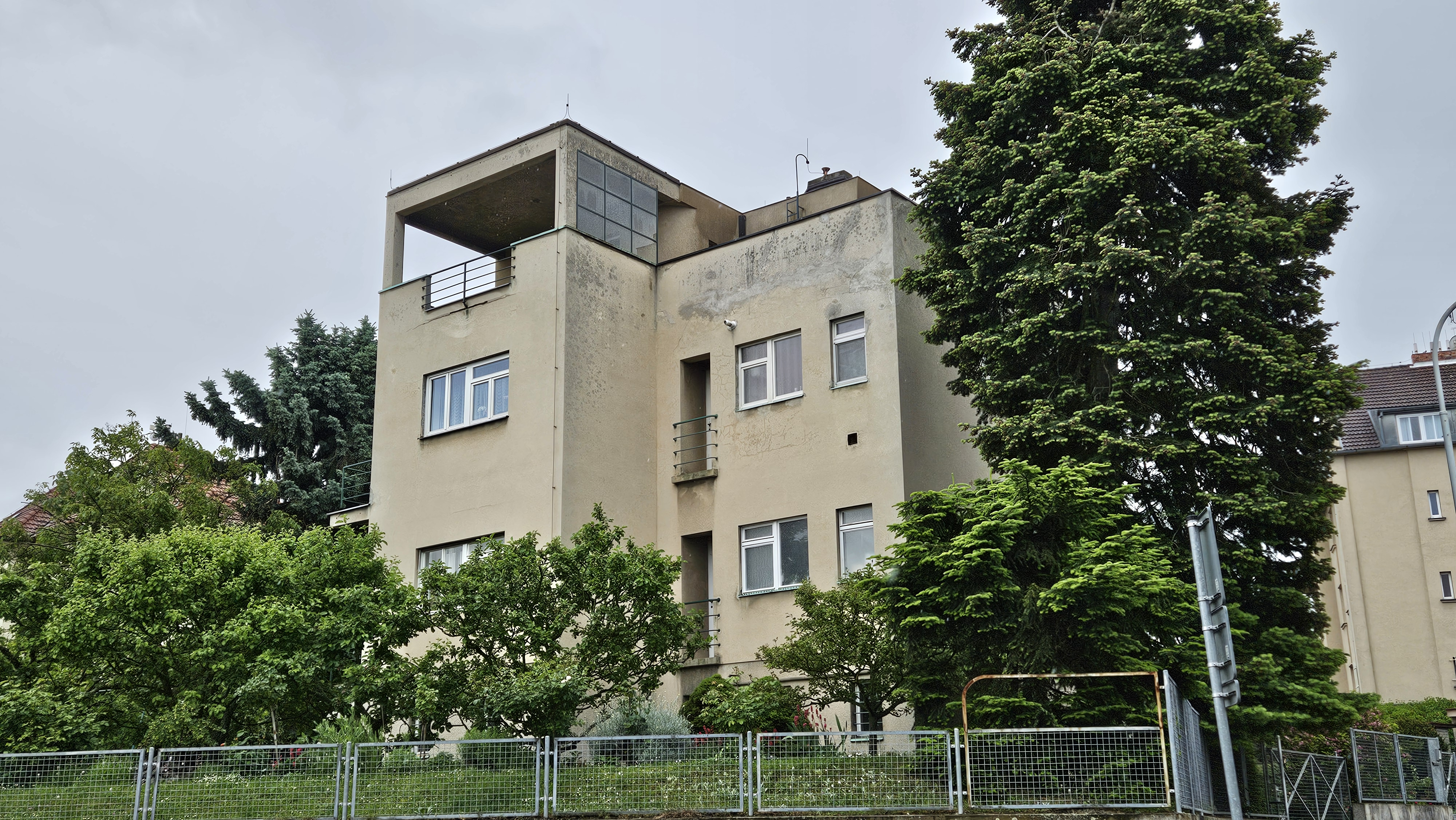
U Malvazinky 2162/13
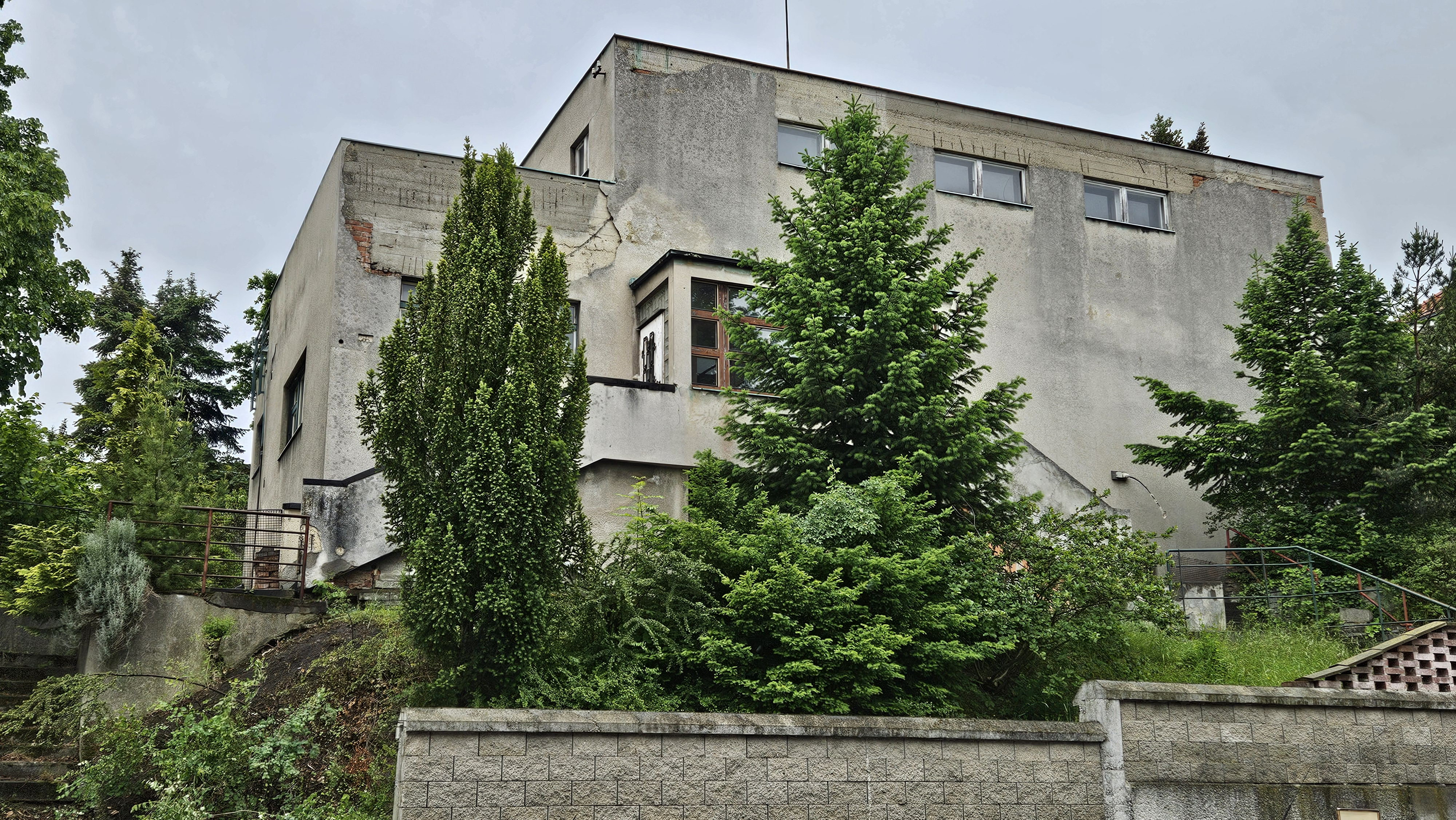
U Malvazinky 2189/9
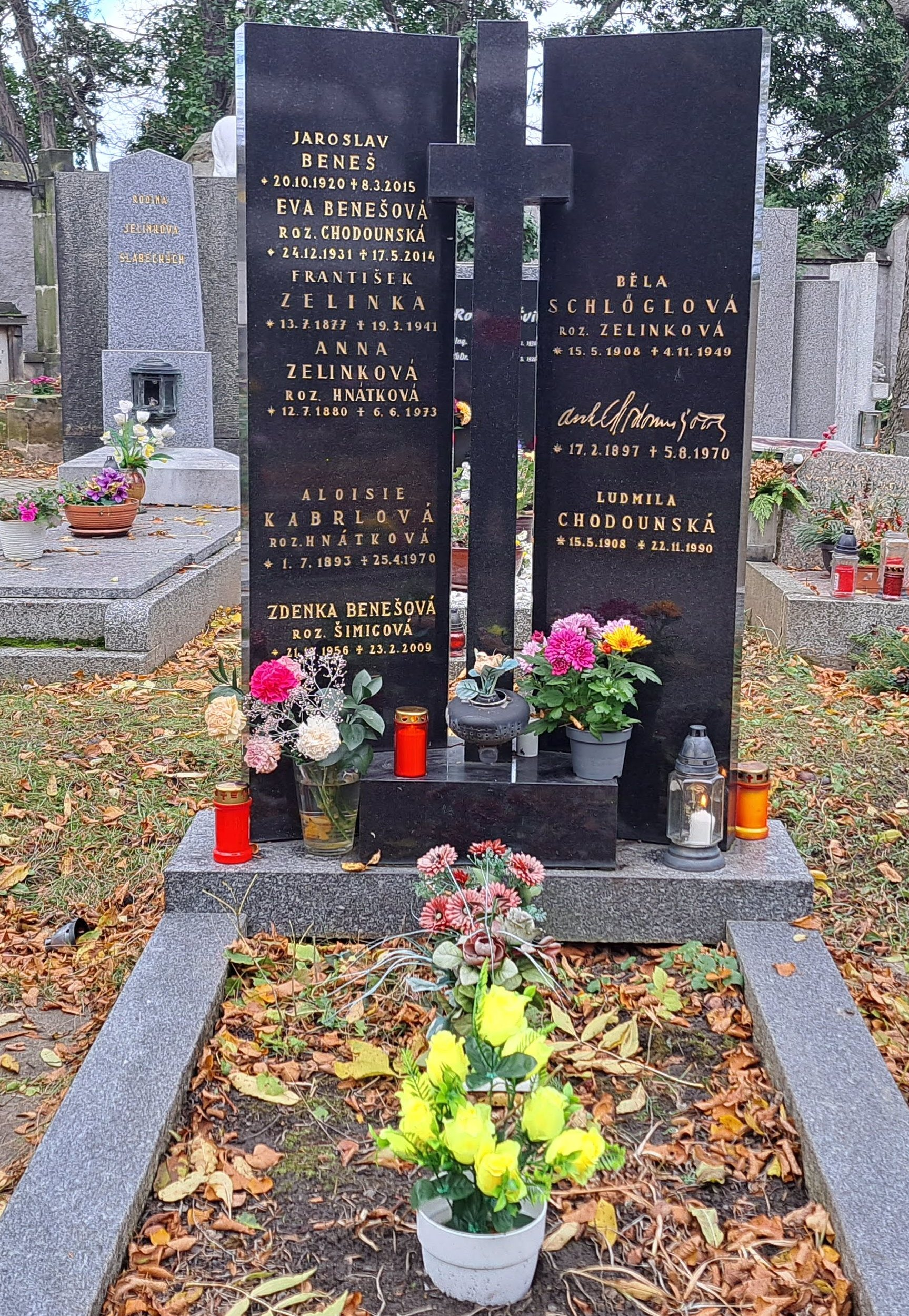
Hrob na hřbitově ve Střešovicích kde je pohřben Otakar Chodounský viz nápis vpravo.